# Heinz Baumeister
Heinz Baumeister (* 7. Februar 1902 in Krefeld; † 13. März 1969 in Hörde) war ein deutscher Landespolitiker (SPD/SED), Journalist und Präsident der Thüringer Handwerkskammer.

## Leben
Baumeister entstammte einer Krefelder Arbeiterfamilie. Nach dem Besuch der Volksschule erlernte er den Beruf des Drogisten, den er auch ausübte. Mit 18 Jahren trat er der Sozialistischen Arbeiterjugend (SAJ) und der Sozialdemokratischen Partei Deutschlands (SPD) bei. Er war Mitglied des Hofgeismarer Kreises in der SPD. Im Jahre 1924 schloss er sich auch dem Reichsbanner Schwarz-Rot-Gold an und wurde zwei Jahre später dessen Gausekretär für das westliche Westfalen. Für die Zeitschrift Widerstand gehörte er dem Herausgeberkreis an.
In der Zeit der NS-Diktatur wurde er verfolgt: 1933 wurde er in Schutzhaft genommen und blieb nach seiner Freilassung arbeitslos. In einem Dortmunder Motorradgeschäft konnte er 1935 eine Beschäftigung finden. Weil er illegal antifaschistisch tätig blieb, wurde er 1937 erneut verhaftet und war von August 1938 bis April 1945 im KZ Buchenwald inhaftiert.
In Buchenwald war Baumeister gemeinsam mit Eugen Kogon und dem Kapo der Fleckfieberstation Arthur Dietzsch im Herbst 1944 an der Rettung alliierter Fallschirmspringer und Geheimdienstmännern beteiligt, indem sie den vom Tode bedrohten Offizieren konspirativ die Identität von an Fleckfieber verstorbenen Häftlingen gaben. Unter den Geretteten befand sich auch Stéphane Hessel. Nach der Befreiung der Häftlinge durch die 3. US-Armee war Baumeister im April 1945 an der Überarbeitung des Buchenwalder Manifests beteiligt und Mitunterzeichner. Er schloss sich dem von Hermann Brill gegründeten Bund demokratischer Sozialisten an, der bald in der SPD aufging.
Von 1945 bis 1948 wurde Baumeister Präsident der Thüringer Handwerkskammer. Seit Oktober 1946 war er Mitglied des Thüringer Landtages und darin Vorsitzender des Ausschusses für Wirtschaft, Handel und Versorgung. Obwohl er 1946 nach der Zwangsvereinigung von SPD und KPD Mitglied der SED wurde, blieb er den Anhängern eines sozialdemokratischen Kurses in der Partei verbunden und wurde deswegen von parteileitenden Personen kritisiert und auch in der Presse angegriffen, u. a. wegen seiner differenten Position zu Enteignungsvorgängen. 1948 verließ er die SBZ und ging ins Ruhrgebiet zurück, wo er eine Speditionsfirma gründete. Baumeisters Weggang führte nach Steffen Kachels Untersuchung zu weiteren Angriffen gegen in der SED verbliebene Anhänger sozialdemokratischer Überzeugungen.